# Protodiscoelius merula
Protodiscoelius merula är en stekelart som först beskrevs av Alexander Henry Haliday 1836.  Protodiscoelius merula ingår i släktet Protodiscoelius och familjen Eumenidae. Inga underarter finns listade i Catalogue of Life.